# Dolina Pyszniańska
Dolina Pyszniańska (také Pyszną Doliną) je dolina na polské straně Západních Tater, která je horní částí Doliny Kościeliske. sahající až po hlavní hřeben Západních Tater s nejvyšším bodem na Blyšti.

## Poloha
Na jihu tvoří její hranici hlavní hřeben Západních Tater od vrcholu Sivé veže na západě přes Blyšť, Pyšné sedlo, Veľkou Kamenistou po Smrečiny. Na západě se zvedají až 700 m vysoké svahy Ornaku. Na východní straně ji hřeben Skrajny Smreczyński odděluje od Tomanowské doliny, která je také větví Kościeliské doliny. Pravostranné větve doliny jsou Jaferowy Żleb, Dolinka a velká rokle Babie Nogi. 

## Plesa
Vysoko na svazích Ornaku, pod Siwou Przełęczí, se nachází Siwa Kotlinka - ledovcový kotel s malými plesy nazvanými Siwe Stawki. Východně od nich se pod Blyštěm nachází malé pleso Kosowinowe Oczko. V dolní části doliny se nachází Smreczyński Staw, který je největším plesem v polských Západních Tatrách.